# Active-HDL
Active-HDL — среда разработки, моделирования и верификации проектов для программируемых логических интегральных схем, разработанная фирмой Aldec. Первая версия программы вышла в 1997 году .
Программа позволяет вводить устройства с помощью языков описания аппаратуры, а также с помощью структурных схем. Изначально программа поддерживала только язык VHDL, но со временем добавилась поддержка языков Verilog и SystemC. С помощью программы можно графически проектировать конечные автоматы, а также конвертировать HDL описание в графические структурные схемы и обратно.
Программа снабжена мощным ядром моделирования. Поддерживается совместная работа с программами MatLab и Simulink.